# Kōsuke Yamazaki
Kōsuke Yamazaki (jap. 山﨑 浩介, Yamazaki Kōsuke; * 30. Dezember 1995) ist ein japanischer Fußballspieler.

## Karriere
Kōsuke Yamazaki erlernte das Fußballspielen in den Jugendmannschaften von Omiya KS United 02 und Omiya Ardija sowie in der Universitätsmannschaft der Meiji-Universität. Seinen ersten Vertrag unterschrieb er 2018 beim Ehime FC. Der Verein aus Matsuyama, einer Stadt auf der Insel Shikoku, spielte in der zweithöchsten Liga des Landes, der J2 League. Für Ehime bestritt er 90 Zweitligaspiele. Im Januar 2021 wechselte er zum Ligakonkurrenten Montedio Yamagata. Für den Verein, der in der Präfektur Yamagata beheimatet ist, absolvierte er 76 Ligaspiele. Im Januar 2023 unterschrieb er in Tosu einen Vertrag beim Erstligisten Sagan Tosu. Am Ende der Saison 2024 belegte er mit Sagan Tosu den letzten Tabellenplatz und musste somit in die zweite Liga absteigen. Nach dem Abstieg verließ er den Verein und schloss sich dem Erstligisten Yokohama FC an.